# Adalbert Geheeb
Adalbert Geheeb (21 de marzo de 1842, Geisa - 13 de septiembre de 1909, Konigsfelden) fue un botánico, y briólogo suizo de orígenes alemanes, especializado en musgos. Era hijo de un farmacéutico, estudiando Historia natural como un pasatiempo, y publicando extensamente.

## Algunas publicaciones
- 1864.	Die Laubmoose des Cantons Aargau, mit besonderer Berücksichtigung der geognostischen Verhältnisse und der Phanorogamen-Flora. Aarau, Sauerländer
- 1886.	Ein Blick in die Flora des Dovrefjeld. Cassel
- 1889.	Neue Beiträge zur Moosflora von Neu-Guinea. Cassel, Fischer
- 1898.	Weitere Beiträge zur Moosflora von Neu-Guinea
  - I. Ueber die Laubmoose, welche Dr. O. Beccari in den Jahren 1872-73 und 1875 auf Neu-Guinea, besonders dem Arfak-Gebirge sammelte
  - II. Ueber einige Moose vom westlichen Borneo. Stuttgart, Nägele
- 1901.	Die Milseburg im Rhöngebirge und ihre Moosflora. Ein Beitrag zur Kenntniss der Laubmoose dieses Berges. Fulda, Uth
- 1904.	Meine Erinnerungen an große Naturforscher. Selbsterlebtes und Nacherzähltes. Eisenach, Kahle
- 1910.	Bryologia atlantica. Die Laubmoose der atlantischen Inseln (unter Ausschluss der europäischen und arktischen Gebiete. Stuttgart

## Honores

### Epónimos
Género de musgo
- „Geheebia“

Especies
- „Brachythecium geheebii“